# Beltrami TSA Tre Colli
Beltrami-TSA Tre Colli is een wielerploeg die een Italiaanse licentie heeft. De ploeg werd in 2016 opgericht en is vanaf 2019 een UCI continental team.